# Península de Boothia

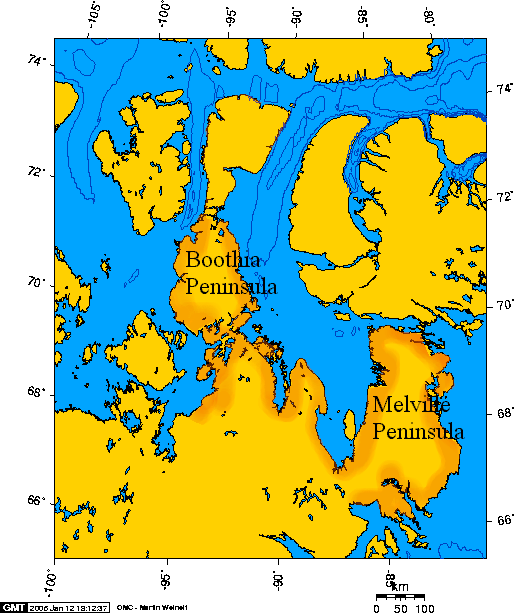
Ilha de Somerset, penínsulas de Boothia e de Melville, Nunavut, Canadá.

A península de Boothia  ou Boothia (nome completo Boothia Felix) é uma grande península do Arquipélago Ártico Canadiano, a sul da Ilha Somerset. O norte da península é o ponto continental mais setentrional do Canadá e da América. A península de Boothia está separada da ilha Somerset pelo estreito de Bellot.
Esta península recebeu o seu nome como homenagem feita a Felix Booth pelo explorador polar britânico John Ross em 1829. Felix Booth era o patrono da segunda expedição de Ross. Ross descobriu uma grande comunidade inuit tendo descrito as suas residências como "snow cottages" – os iglus – e imortalizou-os na pintura North Hendon .
O polo norte magnético foi situado na península por Ross.
Embora faça parte do continente americano, a península está administrativamente integrada no Arquipélago Ártico Canadiano pois é protuberante na zona que este abarca.